# 删除 (SQL)
在SQL裡，DELETE语句用于从表中删除一个或多个数据。使用它需要定义一个子集作为条件，否则表中的所有数据都会被删除。

## 用法
DELETE 语句的一半语法为:
DELETE FROM 表名 [WHERE 条件]
该语句能够使表中所有满足WHERE子句条件的元组都会被删除。如果缺少 WHERE 子句，则表中所有的元组都会被删除。
执行一条 DELETE 语法能够触发触发器而在其他表中执行删除操作。例如，有相联系的两个表，如果作为被参照关系的表中的元组被删除，则作为参照关系的表也会被删除，以保证关系的参照完整性。

## 示例
- 从表 pies中删除flavor为Lemon Meringue的元组:

```
DELETE
 
FROM
 
pies
 
WHERE
 
flavor
=
'Lemon Meringue'
;

```

- 从表trees中删除height低于80的元组.

```
DELETE
 
FROM
 
trees
 
WHERE
 
height
 
<
 
80
;

```

- 删除表mytable中所有的元组:

```
DELETE
 
FROM
 
mytable
;

```

- 删除表 mytable中符合子查询结果的元组:

```
DELETE
 
FROM
 
mytable
 
WHERE
 
id
 
IN
 
(
SELECT
 
id
 
FROM
 
mytable2
)

```